# ۱۲ زرافه
۱۲ زرافه یک ستاره است که در صورت فلکی زرافه قرار دارد.